# 5435 Камеока
5435 Камеока (5435 Kameoka) — астероїд головного поясу, відкритий 21 січня 1990 року.
Тіссеранів параметр щодо Юпітера — 3,117.